# Музей Парс
Музей Парс — музей у Ширазі, (провінція Фарс, південний Іран), який розташований у Саду Назар.
Ця восьмигранна будівля була місцем, в якому за правління династії Зандів приймали королівських гостей. В ній також проводили офіційні церемонії.
Також в цьому місці похований Карім Хан Занд.

## Сад Назар
Старий Сад Назар був одним з найбільших садів Шираза під час правління династії Сефевідів (1501–1722). За часів династії Занд (1750–1794) Карім Хан Занд побудував восьмигранну будівлю, яка отримала назву Колах Фаранґі. Її використовували як місце прийому іноземних гостей і послів, а також для проведення офіційних церемоній.
В західному куті огорожі саду стоїть камінь на якому є написи трьома різними шрифтами:сулюс, пахлавійський насх і насталік. Ці три написи належать до різних періодів іранської історії:сельджукського, сефевідського і каджарського.

## Музей Парсу
У 1936 цей павільйон отримав статус музею. Він став найпершим музеєм в Ірані за межами Тегерана.
В музеї виставлені майже 30 книг Корану, що написані вручну, деяка кількість розкішних картин роботи знаменитих перських майстрів. Серед них є добре відома картина «Карім Хан під час куріння кальяну» роботи Джафара Накаша.
Також в ньому зібрані вироби із заліза, гончарні вироби, монети та інші предмети від 4-го тисячоліття до н. е. дотепер. Серед цих експонатів можна відзначити меч Каріма Хана.

### Коран Хефдах Ман
Коран Хефдах Ман створений на початку 15 ст (9-го ст за місячним календарем). Його написав Султан Ібрагім Бін Шарух Гурекані шрифтом Мугаккак. Раніше він був розміщений у верхньому приміщенні Воріт Корану, що розташовані на в'їзді в Шираз, але 1937 року (1316 за іранським календарем) його перенесли до музею Парс. Назва корану пов'язана з іранською мірою ваги: вага зібрання становить 17 ман.
Характеристики:
1. Вага Корану становить 40 кілограмів (2 томи).
2. Розміри аркушів — 48×72 см.
3. Книги завтовшки понад 25 см і складаються з 500 аркушів.
4. Висота тексту на кожному аркуші становить 11 рядків.
5. На його сторінках наявні печатки і пам'ятні написи людей різних часів[10].